# 200 metri piani
I 200 metri piani sono una specialità sia maschile che femminile dell'atletica leggera; sono considerati una gara di velocità e fanno parte del programma olimpico dall'edizione dei Giochi del 1900 (dal 1948 per quanto riguarda le donne).
I campioni olimpici in carica della specialità sono il botswano Letsile Tebogo e la statunitense Gabrielle Thomas, mentre i detentori del titolo mondiale sono lo statunitense Noah Lyles e la giamaicana Shericka Jackson.

## Caratteristiche
Si corre su pista. All'aperto i primi 120 metri di gara sono in curva e gli ultimi 80 metri in rettilineo. Ogni atleta ha una corsia da dove non può uscire per tutta la durata della gara.
La partenza avviene tramite appositi blocchi di partenza, nei quali gli atleti si posizionano per poter avere una migliore accelerazione negli istanti successivi allo start. In partenza i corridori non sono allineati: quelli che corrono nelle corsie più interne infatti, per fare in modo che la distanza percorsa sia uguale per tutti, partono apparentemente più indietro rispetto agli altri, per compensare il minor raggio di curvatura della loro corsia.
La gara dei 200 metri può essere accomunata allo stadio che veniva corso nei Giochi olimpici dell'antichità, che corrispondeva a 192 metri.
La gara si svolge anche indoor, occasione nella quale i corridori devono percorrere un intero giro di pista, spesso dotata di un'inclinazione trasversale per compensare il ridotto raggio di curvatura. Nonostante questo accorgimento, l'elevata velocità di gara comporta comunque un notevole vantaggio per gli atleti nelle corsie più esterne. A causa di ciò e della conseguente prevedibilità delle gare, l'ultimo titolo di campione mondiale indoor è stato assegnato nel 2004.

## Record
Il record mondiale maschile appartiene al giamaicano Usain Bolt che ha percorso la distanza in 19 secondi e 19 centesimi ai Mondiali di Berlino il 20 agosto 2009, migliorando di 11 centesimi il suo precedente primato. Il più longevo record maschile di tale specialità appartiene a Pietro Mennea, che fissò il cronometro a 19"72 il 12 settembre 1979 nel corso delle Universiadi a Città del Messico e lo detenne per poco meno di 17 anni, fino al 19"66 di Michael Johnson nel 1996 (successivamente migliorato fino a 19"32 dallo stesso Johnson). Quello di Mennea è tuttora il record europeo dei 200 metri piani.
Il record femminile è invece appannaggio della scomparsa Florence Griffith-Joyner (USA), che percorse la distanza in 21"34 a Seul il 29 settembre 1988, mentre la miglior prestazione tra gli atleti viventi è della giamaicana Shericka Jackson (Budapest 2023, 21"41). Al coperto i record mondiali sono detenuti dal namibiano Frank Fredericks, che corse in 19"92 a Liévin il 18 febbraio 1996 e, per quanto riguarda le donne, dalla giamaicana Merlene Ottey con il tempo di 21"87 stabilito nel 1993.
La gara dei 200 metri è quella che, storicamente e statisticamente, ha fornito le migliori prestazioni sulla velocità pura.
Confrontando l'evoluzione dei primati mondiali su tale distanza dall'introduzione del cronometraggio elettronico (1968), il primo record sui 200 m fu il 19"83 di Tommie Smith ai Giochi olimpici del 1968 a Città del Messico (velocità media 36,31 km/h); il primo record sui 100 m fu 9"95 (36,18 km/h), prestazione ottenuta da Jim Hines nella medesima occasione.
Tale margine fu incrementato quando Mennea portò il record dei 200 m a 19"72 (36,51 km/h) nel 1979, in occasione delle Universiadi di Città del Messico. Il record mondiale dei 200 m rimase imbattuto fino al 1996, nel frattempo quello dei 100 m fu più volte migliorato, fino al 9"86 di Carl Lewis di Tokyo 1991 che eguagliava in termini velocistici la prestazione di Mennea.
Tra il 1994 e il 1996 ci fu l'unico breve periodo di predominio dei 100 m: Leroy Burrell aveva migliorato di un centesimo la prestazione di Lewis (v.m. 36,55 km/h). Nel 1996 Michael Johnson batté il primato di Mennea, prima ai trials statunitensi con 19"66 (36,62 km/h), poi ai Giochi olimpici di Atlanta con 19"32 (37,27 km/h).
Gli attuali record mondiali, entrambi di Usain Bolt, sono in leggera controtendenza: 9"58 (37,57 km/h) contro 19"19 (37,52 km/h). A livello femminile il "predominio" è sempre andato invece ai 100 m; gli attuali record mondiali lo indicano: 10"49 (34,32 km/h) contro 21"34 (33,74 km/h).

### Maschili outdoor

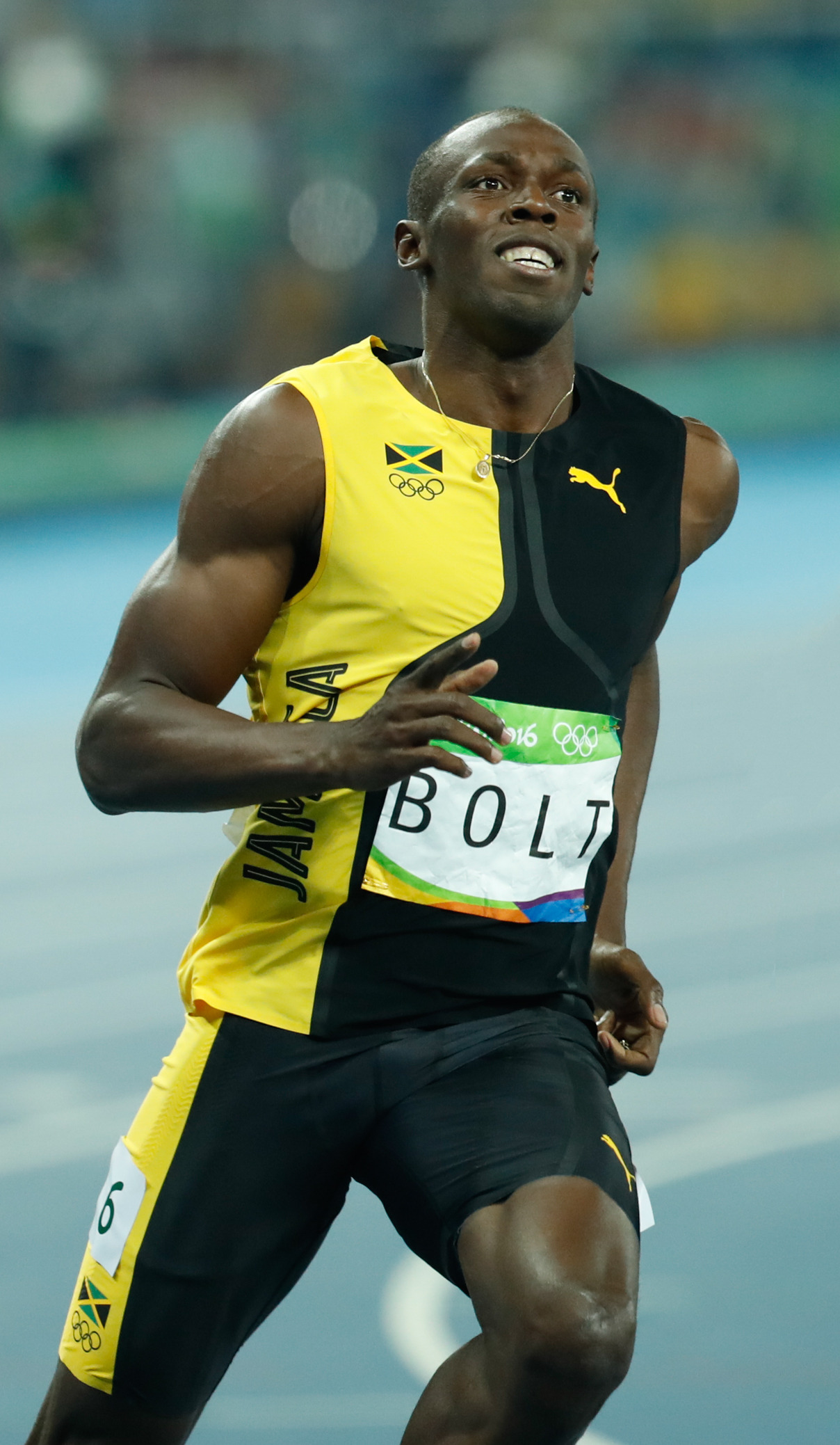
Usain Bolt, detentore del record mondiale della specialità

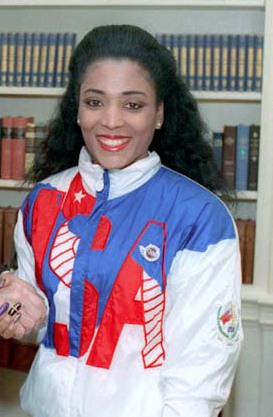
Florence Griffith-Joyner, primatista mondiale dei 200 m piani

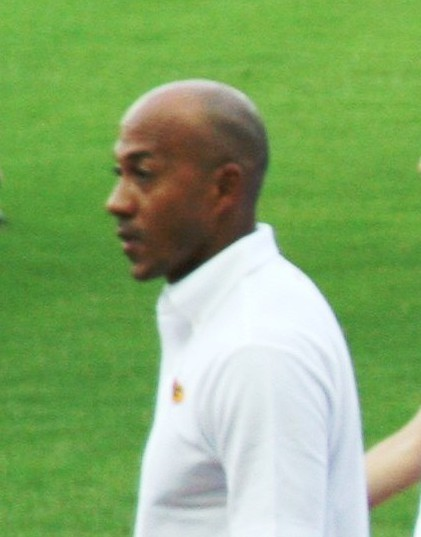
Frank Fredericks, primatista mondiale indoor maschile

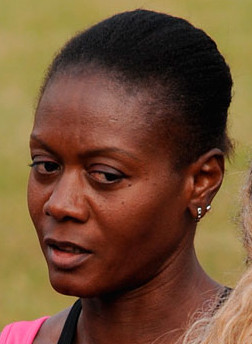
Merlene Ottey, detentrice del record mondiale indoor

Statistiche aggiornate al 8 luglio 2025.
|                             | Tempo            | Atleta         | Luogo             | Data              |
| --------------------------- | ---------------- | -------------- | ----------------- | ----------------- |
| Record mondiale             | 19"19 (-0,3 m/s) | Usain Bolt     | Berlino           | 20 agosto 2009    |
| Record olimpico             | 19"30 (-0,9 m/s) | Usain Bolt     | Pechino           | 20 agosto 2008    |
| Record africano             | 19"46 (+0,4 m/s) | Letsile Tebogo | Parigi            | 8 agosto 2024     |
| Record asiatico             | 19"88 (+0,9 m/s) | Xie Zhenye     | Londra            | 21 luglio 2019    |
| Record europeo              | 19"72 (+1,8 m/s) | Pietro Mennea  | Città del Messico | 12 settembre 1979 |
| Record nord-centroamericano | 19"19 (-0,3 m/s) | Usain Bolt     | Berlino           | 20 agosto 2009    |
| Record oceaniano            | 20"02 (0,0 m/s)  | Gout Gout      | Ostrava           | 24 giugno 2025    |
| Record sudamericano         | 19"81 (-0,3 m/s) | Alonso Edward  | Berlino           | 20 agosto 2009    |
| Record nazionale            | 19"72 (+1,8 m/s) | Pietro Mennea  | Città del Messico | 12 settembre 1979 |

### Femminili outdoor
Statistiche aggiornate al 19 luglio 2022.
|                             | Tempo            | Atleta                   | Luogo     | Data              |
| --------------------------- | ---------------- | ------------------------ | --------- | ----------------- |
| Record mondiale             | 21"34 (+1,3 m/s) | Florence Griffith-Joyner | Seul      | 29 settembre 1988 |
| Record olimpico             | 21"34 (+1,3 m/s) | Florence Griffith-Joyner | Seul      | 29 settembre 1988 |
| Record africano             | 21"78 (+0,6 m/s) | Christine Mboma          | Zurigo    | 9 settembre 2021  |
| Record asiatico             | 22"01 (0,0 m/s)  | Li Xuemei                | Shanghai  | 22 ottobre 1997   |
| Record europeo              | 21"63 (+0,2 m/s) | Dafne Schippers          | Pechino   | 28 agosto 2015    |
| Record nord-centroamericano | 21"34 (+1,3 m/s) | Florence Griffith-Joyner | Seul      | 29 settembre 1988 |
| Record oceaniano            | 22"23 (+0,8 m/s) | Melinda Gainsford-Taylor | Stoccarda | 13 luglio 1997    |
| Record sudamericano         | 22"47 (+1,4 m/s) | Vitória Cristina Rosa    | Eugene    | 19 luglio 2022    |
| Record nazionale            | 22"56 (+1,9 m/s) | Libania Grenot           | Tampa     | 27 maggio 2016    |

### Maschili indoor
Statistiche aggiornate al 1º marzo 2021.
|                             | Tempo | Atleta           | Luogo           | Data             |
| --------------------------- | ----- | ---------------- | --------------- | ---------------- |
| Record mondiale             | 19"92 | Frank Fredericks | Liévin          | 18 febbraio 1996 |
| Record africano             | 19"92 | Frank Fredericks | Liévin          | 18 febbraio 1996 |
| Record asiatico             | 20"63 | Koji Ito         | Maebashi        | 5 marzo 1999     |
| Record europeo              | 20"25 | Linford Christie | Liévin          | 19 febbraio 1995 |
| Record nord-centroamericano | 20"02 | Elijah Hall      | College Station | 10 marzo 2018    |
| Record oceaniano            | 20"71 | Damien Marsh     | Toronto         | 14 marzo 1993    |
| Record sudamericano         | 20"65 | Robson da Silva  | Sindelfingen    | 26 febbraio 1989 |
| Record nazionale            | 20"52 | Stefano Tilli    | Torino          | 21 febbraio 1985 |

### Femminili indoor
Statistiche aggiornate al 11 marzo 2023.
|                             | Tempo | Atleta                   | Luogo       | Data             |
| --------------------------- | ----- | ------------------------ | ----------- | ---------------- |
| Record mondiale             | 21"87 | Merlene Ottey            | Liévin      | 13 febbraio 1993 |
| Record africano             | 22"11 | Favour Ofili             | Albuquerque | 10 marzo 2023    |
| Record asiatico             | 22"99 | Susanthika Jayasinghe    | Lisbona     | 9 marzo 2001     |
| Record europeo              | 22"10 | Irina Privalova          | Liévin      | 19 febbraio 1995 |
| Record nord-centroamericano | 21"87 | Merlene Ottey            | Liévin      | 13 febbraio 1993 |
| Record oceaniano            | 22"64 | Melinda Gainsford-Taylor | Barcellona  | 10 marzo 1995    |
| Record oceaniano            | 22"64 | Melinda Gainsford-Taylor | Barcellona  | 11 marzo 1995    |
| Record sudamericano         | 23"02 | Brenessa Thompson        | Lubbock     | 26 gennaio 2019  |
| Record nazionale            | 23"14 | Manuela Levorato         | Genova      | 2 marzo 2003     |

Legenda:
: record mondiale
: record olimpico
: record africano
: record asiatico
: record europeo
: record nord-centroamericano e caraibico
: record oceaniano
: record sudamericano
: record italiano

## Migliori atleti

### Maschili outdoor
Statistiche aggiornate al 16 settembre 2024.
|     | Tempo            | Atleta           | Luogo       | Data              |
| --- | ---------------- | ---------------- | ----------- | ----------------- |
| 1.  | 19"19 (-0,3 m/s) | Usain Bolt       | Berlino     | 20 agosto 2009    |
| 2.  | 19"26 (+0,7 m/s) | Yohan Blake      | Bruxelles   | 16 settembre 2011 |
| 3.  | 19"31 (+0,4 m/s) | Noah Lyles       | Eugene      | 21 luglio 2022    |
| 4.  | 19"32 (+0,4 m/s) | Michael Johnson  | Atlanta     | 1º agosto 1996    |
| 5.  | 19"46 (+0,4 m/s) | Letsile Tebogo   | Parigi      | 8 agosto 2024     |
| 6.  | 19"49 (+1,4 m/s) | Erriyon Knighton | Baton Rouge | 30 aprile 2022    |
| 7.  | 19"53 (+0,7 m/s) | Walter Dix       | Bruxelles   | 16 settembre 2011 |
| 8.  | 19"57 (+0,4 m/s) | Justin Gatlin    | Eugene      | 28 giugno 2015    |
| 8.  | 19"57 (+0,4 m/s) | Kenneth Bednarek | Zurigo      | 5 settembre 2024  |
| 10. | 19"58 (+1,3 m/s) | Tyson Gay        | New York    | 30 maggio 2009    |

### Femminili outdoor
Statistiche aggiornate al 9 luglio 2023.
|    | Tempo            | Atleta                   | Luogo           | Data              |
| -- | ---------------- | ------------------------ | --------------- | ----------------- |
| 1. | 21"34 (+1,3 m/s) | Florence Griffith-Joyner | Seul            | 29 settembre 1988 |
| 2. | 21"41 (+0,1 m/s) | Shericka Jackson         | Budapest        | 25 agosto 2023    |
| 3. | 21"53 (+0,8 m/s) | Elaine Thompson-Herah    | Tokyo           | 3 agosto 2021     |
| 4. | 21"60 (-0,4 m/s) | Gabrielle Thomas         | Eugene          | 9 luglio 2023     |
| 5. | 21"62 (-0,6 m/s) | Marion Jones             | Johannesburg    | 11 settembre 1998 |
| 6. | 21"63 (+0,2 m/s) | Dafne Schippers          | Pechino         | 28 agosto 2015    |
| 7. | 21"64 (+0,8 m/s) | Merlene Ottey            | Bruxelles       | 13 settembre 1991 |
| 8. | 21"69 (+1,0 m/s) | Allyson Felix            | Eugene          | 30 giugno 2012    |
| 9. | 21"71 (+0,7 m/s) | Marita Koch              | Karl-Marx-Stadt | 10 giugno 1979    |
| 9. | 21"71 (+1,2 m/s) | Heike Drechsler          | Jena            | 29 giugno 1986    |

### Maschili indoor
Statistiche aggiornate al 12 marzo 2023.
|     | Tempo | Atleta            | Luogo           | Data             |
| --- | ----- | ----------------- | --------------- | ---------------- |
| 1.  | 19"92 | Frank Fredericks  | Liévin          | 18 febbraio 1996 |
| 2.  | 20"02 | Elijah Hall       | College Station | 10 marzo 2018    |
| 3.  | 20"08 | Divine Oduduru    | Lubbock         | 23 febbraio 2019 |
| 4.  | 20"10 | Wallace Spearmon  | Fayetteville    | 12 marzo 2005    |
| 5.  | 20"11 | Christian Coleman | College Station | 11 marzo 2017    |
| 6.  | 20"12 | Matthew Boling    | Albuquerque     | 11 marzo 2023    |
| 7.  | 20"13 | Courtney Lindsey  | Lubbock         | 25 febbraio 2023 |
| 8.  | 20"17 | Tarsis Orogot     | Albuquerque     | 10 marzo 2023    |
| 8.  | 20"17 | Udodi Onwuzurike  | Albuquerque     | 10 marzo 2023    |
| 10. | 20"19 | Trayvon Bromell   | Fayetteville    | 14 marzo 2015    |

### Femminili indoor
Statistiche aggiornate al 13 marzo 2023.
|    | Tempo | Atleta                  | Luogo           | Data             |
| -- | ----- | ----------------------- | --------------- | ---------------- |
| 1. | 21"87 | Merlene Ottey           | Liévin          | 13 febbraio 1993 |
| 2. | 22"01 | Julien Alfred           | Albuquerque     | 11 marzo 2023    |
| 3. | 22"09 | Abby Steiner            | College Station | 26 febbraio 2022 |
| 4. | 22"10 | Irina Privalova         | Liévin          | 19 febbraio 1995 |
| 5. | 22"11 | Favour Ofili            | Albuquerque     | 10 marzo 2023    |
| 6. | 22"27 | Heike Drechsler         | Indianapolis    | 7 marzo 1987     |
| 7. | 22"33 | Gwen Torrence           | Atlanta         | 2 marzo 1996     |
| 7. | 22"33 | Adaejah Hodge           | Boston          | 12 marzo 2023    |
| 9. | 22"38 | Veronica Campbell-Brown | Birmingham      | 18 febbraio 2005 |
| 9. | 22"38 | Gabrielle Thomas        | College Station | 10 marzo 2018    |

## Migliori prestazioni

### Maschili outdoor
Statistiche aggiornate al 23 luglio 2023.
|    | Tempo            | Atleta          | Luogo     | Data              |
| -- | ---------------- | --------------- | --------- | ----------------- |
| 1. | 19"19 (-0,3 m/s) | Usain Bolt      | Berlino   | 20 agosto 2009    |
| 2. | 19"26 (+0,7 m/s) | Yohan Blake     | Bruxelles | 16 settembre 2011 |
| 3. | 19"30 (-0,9 m/s) | Usain Bolt      | Pechino   | 20 agosto 2008    |
| 4. | 19"31 (+0,4 m/s) | Noah Lyles      | Eugene    | 21 luglio 2022    |
| 5. | 19"32 (+0,4 m/s) | Michael Johnson | Atlanta   | 1º agosto 1996    |
| 5. | 19"32 (+0,4 m/s) | Usain Bolt      | Londra    | 9 agosto 2012     |
| 7. | 19"40 (+0,8 m/s) | Usain Bolt      | Taegu     | 3 settembre 2011  |
| 8. | 19"44 (+0,4 m/s) | Yohan Blake     | Londra    | 9 agosto 2012     |
| 9. | 19"46 (+0,8 m/s) | Noah Lyles      | Monaco    | 10 agosto 2022    |
| 9. | 19"46 (+0,4 m/s) | Letsile Tebogo  | Parigi    | 8 agosto 2024     |

### Femminili outdoor
Statistiche aggiornate al 17 settembre 2023.
|     | Tempo            | Atleta                   | Luogo     | Data              |
| --- | ---------------- | ------------------------ | --------- | ----------------- |
| 1.  | 21"34 (+1,3 m/s) | Florence Griffith-Joyner | Seul      | 29 settembre 1988 |
| 2.  | 21"41 (+0,1 m/s) | Shericka Jackson         | Budapest  | 25 agosto 2023    |
| 3.  | 21"45 (+0,6 m/s) | Shericka Jackson         | Eugene    | 21 luglio 2022    |
| 4.  | 21"48 (+0,2 m/s) | Shericka Jackson         | Bruxelles | 8 settembre 2023  |
| 5.  | 21"53 (+0,8 m/s) | Elaine Thompson-Herah    | Tokyo     | 3 agosto 2021     |
| 6.  | 21"55 (0,0 m/s)  | Shericka Jackson         | Kingston  | 26 giugno 2022    |
| 7.  | 21"56 (+1,7 m/s) | Florence Griffith-Joyner | Seul      | 29 settembre 1988 |
| 8.  | 21"57 (+0,3 m/s) | Shericka Jackson         | Eugene    | 17 settembre 2023 |
| 9.  | 21"60 (-0,4 m/s) | Gabrielle Thomas         | Eugene    | 9 luglio 2023     |
| 10. | 21"61 (+1,3 m/s) | Gabrielle Thomas         | Eugene    | 26 giugno 2021    |